# Leptoptilos

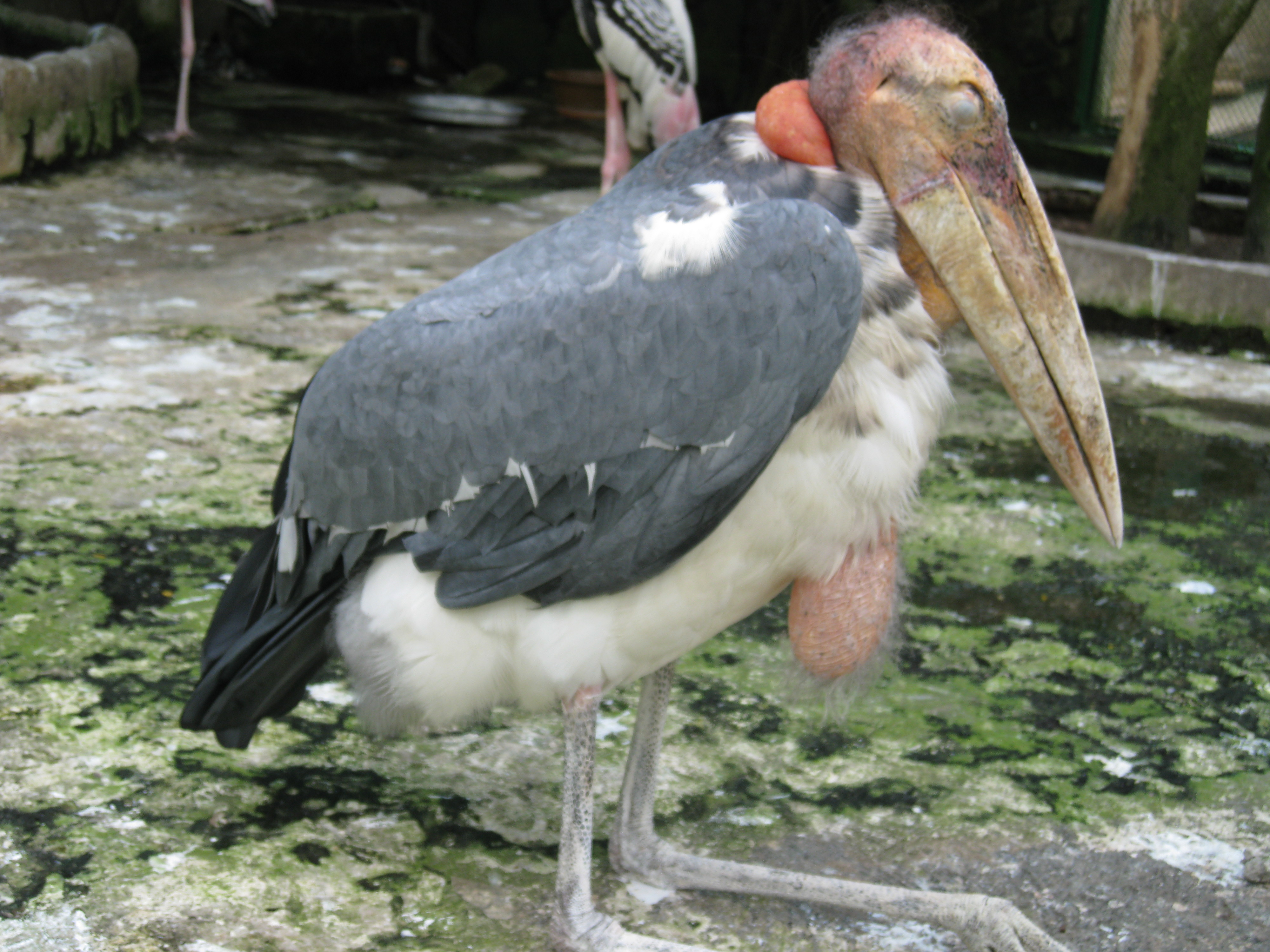
Sárgafejű marabu (Leptoptilos dubius)

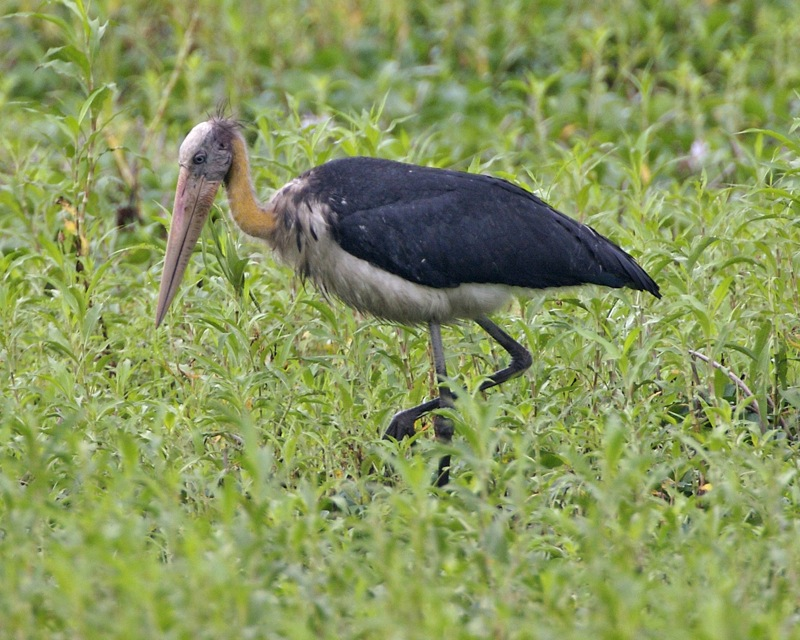
Indiai marabu (Leptoptilos javanicus)

A Leptoptilos a madarak (Aves) osztályának gólyaalakúak (Ciconiiformes) rendjébe, ezen belül a gólyafélék (Ciconiidae) családjába tartozó nem.

## Előfordulásuk
A Leptoptilos-fajok előfordulási területe, fajtól függően Afrikában a Szaharától délre él, egészen Dél-Afrikáig, valamint Dél- és Délkelet-Ázsiáig terjed.

## Megjelenésük
Alsó nyakukról begyszerű zsák csüng le. Erőteljes, szinte esetlen testük, vastag, csupasz nyakuk, csupasz vagy legfeljebb kevés pehelyszerű tollal fedett, ráncos fejük, roppant nagy, a tövén igen vastag, négyoldalú, elől ék alakban kihegyesedő, könnyű csőrük jellemzik, amelynek külső burkolatán az egyenlőtlenség és érdesség tűnik föl; jellemzik továbbá a hosszú láb, hatalmas, lekerekített szárny, amelynek negyedik evezője a leghosszabb és középhosszú farka, amelynek alsó fedőtollai rendkívül hosszúak, tövüktől kezdve finoman foszlottak és pompás dísztollakat szolgáltatnak.
Átlag hosszuk 87–93 centiméter, magasságuk 110–150 centiméter, szárnyfesztávolságuk 250–320 centiméter, testtömegük pedig 4–9 kilogramm.

## Életmódjuk
Mindegyik faj a vizes helyeken él és főleg halakra, békákra, hüllőkre, rágcsálókra és nagyobb gerinctelenekre vadászik. A döghúst sem vetik el. Az ember közelségét is megtűrik.

## Szaporodásuk
A Leptoptilos-fajok a magas fákra rakják fészkeiket. A fészekalj fajtól függően 2-4 tojásból állhat.

## Rendszerezés
A nembe az alábbi 3 élő faj és 8-9 fosszilis faj tartozik:
- afrikai marabu más néven marabu (Leptoptilos crumeniferus) Lesson, 1831
- sárgafejű marabu (Leptoptilos dubius) (Gmelin, 1789)
- indiai marabu (Leptoptilos javanicus) Horsfield, 1821

- †Leptoptilos falconeri (kora - késő pliocén; Dél-Ázsia és Kelet-Afrika)
- †Leptoptilos indicus (késő pliocén Siwalik, India) – korábbi neve: Cryptociconia indica, de lehet, hogy a L. falconeri (Louchart et al. 2005) szinonimája
- †Leptoptilus patagonicus (Puerto Madryn késő miocén; Valdés-félsziget, Argentína)
- †Leptoptilos pliocenicus (kora pliocén; Odessza, Ukrajna és Urugus, Etiópia egészen a késő pliocén korig; Koro Toro, Csád és Olduvai-szurdok, Tanzánia) – benne L. cf. falconeri, de lehet, hogy a L. falconeri (Louchart et al. 2005) szinonimája
- †Leptoptilos richae (Beglia késő miocén; Bled ed Douarah, Tunézia, és Wadi Moghara, Egyiptom?)
- †Leptoptilos robustus Meijer & Due, 2010 - (Pleisztocén; Flores, Indonézia)[1]
- †Leptoptilos titan (Notopuro középső/késő pleisztocén; Watualang, Jáva)
- †Leptoptilos sp. (Ngorora késő miocén; Baringo District, Kenya: Louchart et al. 2005)

†Leptoptilos siwalicensis Siwalik rétegből származik (késő miocéntól?  késő pliocénig); a nembe helyezése vitatott, meglehet, hogy ide tartozik, vagy egy közeli nem tagja (Louchart et al. 2005).
A kövületek alapján a L. titan valójában nagy testű volt és az emberek vadásztak rá. A L. falconeri talán a legnagyobb elterjedési területtel bírt a pliocén korban.

## Fordítás
- Ez a szócikk részben vagy egészben  a   Leptoptilos című angol Wikipédia-szócikk ezen változatának fordításán alapul.  Az eredeti cikk szerkesztőit annak laptörténete sorolja fel. Ez a jelzés csupán a megfogalmazás eredetét és a szerzői jogokat jelzi, nem szolgál a cikkben szereplő információk forrásmegjelöléseként.